# Sincarpo

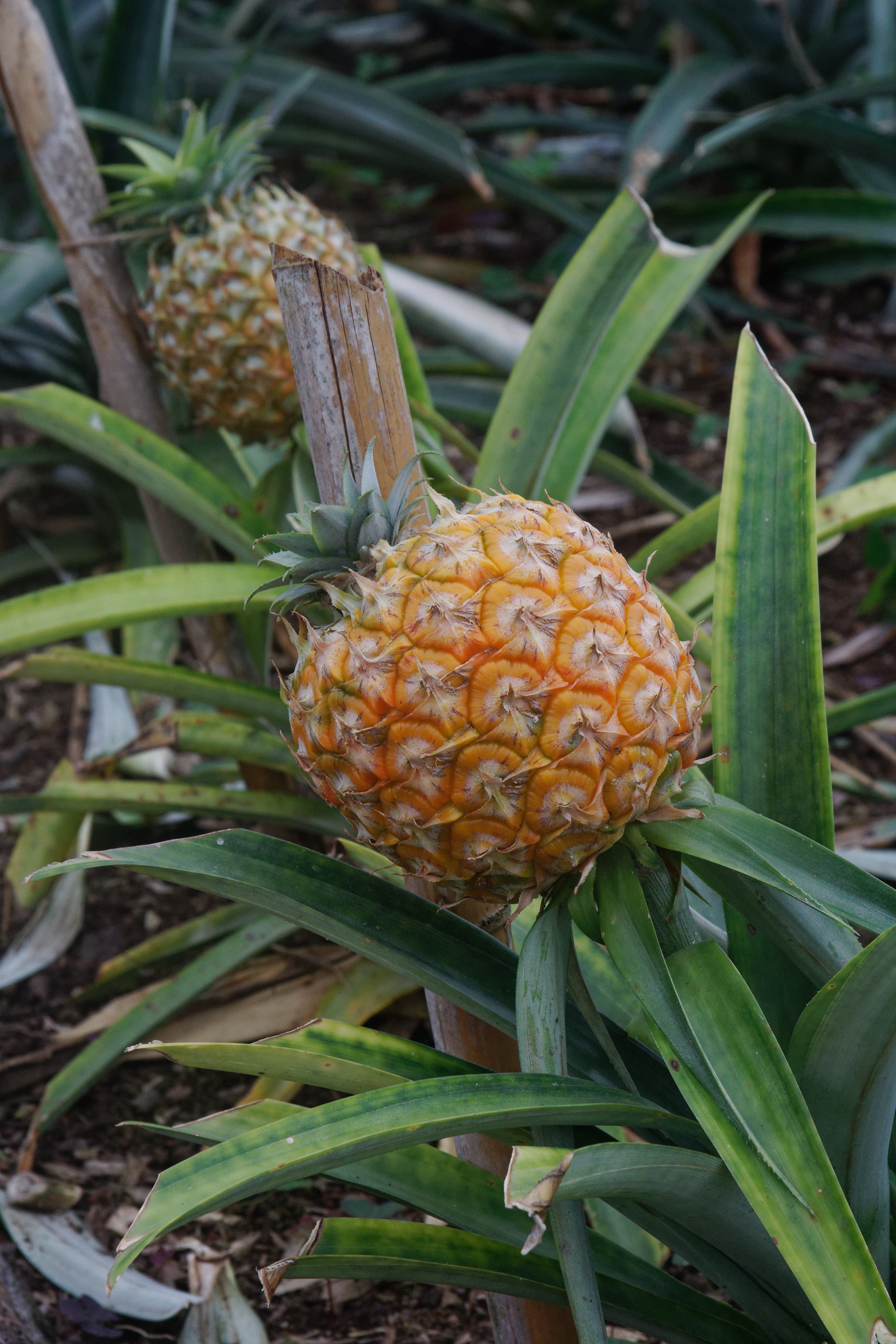
Ananas

Il sincarpo è un frutto composto, che si può formare in due modi, uno è la saldatura laterale di più frutti derivati da un solo fiore, l'altro è l'unione di più frutti veri in un unico falso frutto, questo fenomeno viene chiamato infiorescenza.

## Esempi
Un esempio di sincarpio formato a partire da un solo fiore è Annona cherimola, frutto che venne definito il migliore dal botanico  Berthold Carl Seemann. Invece l'esempio per l'infiorescenza l'ananas, l'ananas è infatti un frutto finto che si forma quando da ogni fiore matura un frutto ed i frutti si sviluppano riunendosi formando l'ananas, esso è sormontato da un ciuffo di foglie verde scuro detto corona, e esternamente presenta placche di forma poligonale, unite fra loro dette “occhi”.